# Nachtwandeling
Nachtwandeling is een hoorspel van Giles Cooper. All the Way Home werd op 13 september 1963 door de BBC uitgezonden. Ary van Nierop vertaalde het en de VARA zond het uit op zaterdag 21 december 1968, van 21:00 uur tot 21:50 uur. De regisseur was Ad Löbler.

## Rolbezetting
- Corry van der Linden & Paul van der Lek (Una & Ellis)
- Eva Janssen (het barmeisje)
- Jan Verkoren & Jos van Turenhout (twee reizigers)
- Huib Orizand (meneer Barnes)
- Jan Wegter (een agent)
- Gerrie Mantel & Hans Karsenbarg (Daph & Larry)
- Cees van Ooyen (een landloper)

## Inhoud
Ellis, een door zijn vrouw verlaten man van middelbare leeftijd, en de kantoorbediende Una, die haar relatie met Ellis voor al te nieuwsgierige kennis verborgen moet houden om geen nadelen voor hun beroep te ondervinden, hebben besloten om samen het weekend door te brengen in een hotel buiten de stad. Om zeker geen onaangename verrassingen te beleven, rijden ze wel met dezelfde avondtrein, maar in verschillende coupés. Dat is het begin van een reeks misverstanden…